# 722
Năm 722 trong lịch Julius.

## Sinh
- Ngư Triều Ân, hoạn quan nhà Đường trong lịch sử Trung Quốc

## Mất
- Mai Hắc Đế, anh hùng dân tộc, vua người Việt thời Bắc thuộc từ năm 713 đến năm 722